# Urbana geografija
Urbana geografija je grana antropogeografije koja proučava povijest urbanih naselja, razvitak gradova, urbanu strukturu, prostorne obrasce koji se pojavljuju unutar grada, te jednako i urbane politike i probleme. Iako se smatra dijelom velikog polja antropogeografije, može se preklapati s drugim područjima antropologije i fizičke geografije. Urbani geografi pokušavaju razumjeti zašto se gradovi nalaze ondje gdje jesu, kojoj funkciji služe, hijerarhiju koja postoji među njima te zašto se razvijaju s oblikom kojeg imaju. Urbani geografi oblikuju teoretsku osnovu za brojne profesije koje među ostalima uključuju urbano planiranje, odabir položaja samoposluga, razvoj nekretnina, analizu obrasca kriminala i logističku analizu.
Postoje dva bitna pristupa urbanoj geografiji. Proučavanje problema povezanih s prostornom raspodjelom samih gradova te složenih obrazaca kretanja, tokova i poveznica koji ih spajaju u prostoru. Proučavanja u ovoj kategoriji zaokupljena su s gradskim sustavom. Drugi pristup je proučavanje obrazaca raspodjele i interakcije unutar gradova, pa je neophodno proučavanje njihove unutarnje strukture. Proučavanja u ovoj kategoriji su zaokupljena gradom kao sustavom. Jezgrovit način određivanja urbane geografije koja prepoznaje vezu između ova dva pristupa unutar predmeta onda glasi da "urbana geografija je proučavanje gradova kao sustava unutar sustava gradova."

## Položaj i smještaj
Položaj opisuje lokaciju grada u odnosu na njegovo tlo, vodnu opskrbu i pomoć, dok smještaj opisuje okolinu grada u terminima drugih naselja, rijeka, planina i komunikacije. Lokacije za gradove obično se odabiru zbog dobrih razloga. Pogodnosti određenih lokacija mogu sadržavati:
- Vlažno područje

Voda je stalna potreba za urbana područja te se teško prenositi. Zbog tog razloga mnogi su gradovi smješteni blizu ili uz rijeke.
- Sušno područje

U vlažnim područjima sušno područje pruža zaštitu od poplavljivanja i močvarnog tla.
- Lagan pristup građevnim materijalima

Građevni materijali poput kamena, drva ili gline su potrebni za izgradnju gradova te se teško prenose na velike udaljenosti.
- Strateški obrambeni položaj

Povijesno su se mnogi gradovi izgradili na povišenom tlu radi otežavanja napada te da daju dobar pogled na okolni kraj. Riječni meandri također se koriste kao dijelomični jarci.
- Opskrba gorivom

Većina gradova u početku su bili izgrađeni blizu šume radi gorenja i kuhanja. Danas se mnogi gradovi grade blizu rudnika ugljena, nafte i plina kako bi iskoristili te resurse.
- Opskrba hranom

Gradovi trebaju nešto okolne zemlje kako bi bili pogodni za ispašu životinja ili rast usjeva.
- Točka križišta putova i premosne točke

Često je korisno da je grad smješten na križištu rijeka, cesta ili željezničkih pruga kako bi se omogućili putovanje i trgovinu. Premosne točke su plitka područja koja dopuštaju jednostavnu izgradnju mostova.
- Sklonište i pogled

Poželjno je graditi gradove smještene na strani nagiba zaštićene od nadolazećih vjetrova, te u smjeru koji prima najveću izloženost suncu.

## Gradski sustav
Velike, razvijene nacije imaju jedan zajednički definirajući faktor. Svi su visoko urbanizirani. Prije 1850. godine nijedna zemlja nije mogla tvrditi da je pretežno urbanizirana, a na prijelazu stoljeća takvom se mogla smatrati jedino Velika Britanija. Već danas, više od 100 godina kasnije mnoge su se zemlje urbanizirale, dok su manje razvijene nacije još uvijek u tom procesu.
Urbanizacija je proces kojim se društvo transformira iz bitno ruralnog u pretežno urbano. Njezin najvidljiviji izražaj u krajoliku je rast gradova i povećanje njihovog broja, veličine i važnosti. Također proces urbanizacije može biti blisko udružen s ekonomskom kolonizacijom. Ipak urbanizacija nije samo rast gradova nego radije kompleksna promjena u ekonomskom, socijalnom i političkom razmišljanju. Kako gradovi rastu, uvode se nove definicije u svrhu popisivanja stanovništva u kojima se uobičajeno koristi koncept "proširenog grada". Definicije poput urbaniziranog područja utemeljene na fizičkom proširenju izgrađenog područja i minimalnih zahtjeva populacijske veličine i gustoće jednako kao i metropolitanskog područja, temeljene na veličini urbanog stanovništva i obrascima komutacije kao veličine prostorne integracije daju mnogo bolji pokazatelj populacijske veličine gradova nego što to čini upotreba političkih entiteta poput općina. Jedna od definicija koja je podignula mnogo zanimanja temelji se na konceptu urbanog polja koji je novi oblik urbanog prebivališta relativno malene gustoće koji upliće dobar transportni sustav i široku vrstu ekonomskih, socijalnih i rekreacijskih mogućnosti. Svako urbano polje se centrira i domira na određenu površinu od metropolitanskog područja s najmanje 200,000-300,000 ljudi. Njegove vanjske granice mogu se definirati dvama kriterijima: (1) Najveće vrijeme i udaljenost koje je većina ljudi spremnapotrošiti na komutaciju. (2) Vrijeme ili udaljenost koje je većina ljudi spremna putujući potrošiti za tjedne ili vikendske rekreacijskih aktivnosti. Mnoga od tih urbanih polja dolaze u dodir jedna s drugom i ona se nalaze u interakciji.
Gradovi ne mogu postojati niti postoje u izolaciji. Ovisno o promatranju razvoja prijevoza i komunikacije kao preduvjeta za rast gradova, koncentracija viška proizvoda u gradovima zahtijevala je u početku poveznice s njihovim okolnim regijama te kasnije kao naselje okrenuto prema zapadu i prostornu podjelu rada popraćenu geografskom specijalizacijom proizvodnje, s drugim regijama i gradovima. U namjeri da se višak koncentrira na posebnim mjestima bile su potrebne veze da gradovi postanu čvorišta u mrežama koje sadržavaju kretanje dobara, usluga, materijala, ljudi, novca, kredita, investicija i informacija. Ove različite oblike tokova, kretanja, transkacija i veza skupno se naziva prostorna interakcija, a ona djeluje kao ključ prema gradskom sustavu. Interakcija tada izvodi brojne ključne uloge u iscrtavanju oblika i strukture gradskog sustava, kao što čini u unutrašnjoj strukturi gradova. Posebno su važne četiri uloge gradskog sustava. Prva je jednak način na koji se tržišna ekonomija integrira kroz mehanizme određivanja cijena tako da interakcija izvodi prostornu ulogu integracije. Druga uloga označava interakciju koja dopušta diferencijaciju funkcionalne specijalizacije gradova unutar gradskog sustava. Treća i najvažnija, interakcija je sredstvo prostorne organizacije. Posljednja, interakcija je izvanredno važna u donošenju promjene i reorganizacije prostornih odnosa unutar gradskog sustava.
Difuzija inovacija idealan primjer je funkcije urbane hijerarhije. Veliki su gradovi većinom najvjerojatnija mjesta da se pronalazak i inovacija pojave te rašire ili rasprostrane prema drugim gradovima koji se u hijerarhiji nalaze pod njima. Kako neki gradovi rastu i postaju važniji oni se penju u hijerarhiji, od glavnih metropolitanskih središta na vrhu i gradićima, selima te zaseocima na njenom dnu.

## Gradovi kao središta proizvodnje i usluga
Gradovi se razlikuju po svojem ekonomskom sastavu, socijalnim i demografskim karakteristikama te ulogama koje igraju u gradskom sustavu. Ovim se razlikama može dokazati porijeklo do regionalnih različitosti u lokalnim resursima na kojima se rast temeljio tijekom ranog razvoja urbanog obrasca i dijelom u kasnijim promjenama u natjecajnoj prednosti regija izazvanima promjenom lokacijskih sila koje su naštetile regionalnoj specijalizaciji unutar okosnice tržišne ekonomije. Prepoznavanje različitih gradskih tipova zahtijeva njihovu klasifikaciju, a to je upravo važan aspekt urbane geografije koji slijedi. Naglasak je na funkcionalnoj gradskoj klasifikaciji i osnovnim dimenzijama gradskog sustava koji čine njihovu podlogu.
Svrha klasificiranja gradova je dvostruka. U jednu ruku, ona se poduzima radi pretraživanja realnosti za određene hipoteze. U ovom kontekstu prepoznavanje različitih tipova gradova u osnovi, na primjer, njihove funkcionalne specijalizacije može omogućiti identifikaciju prostornih pravilnosti u raspodjeli i strukturi urbanih funkcija te formulaciji hipoteza o rezultirajućim obrascima. U drugu ruku, klasifikacija se poduzima radi strukturiranja realnosti u namjeri testiranja specifičnih hipoteza koje su već bile formulirane. Na primjer, kako bi se testirale hipoteze da gradovi s raznolikom ekonomijom rastu u bržem mjerilu od onih sa specijaliziranijom ekonomskom osnovom, gradovi se prvo moraju klasificirati tako da se raznoliki i specijalizirani gradovi mogu razlučiti.
Najjednostavniji način klasificiranja gradova je identificiranje značajne uloge koju igraju u gradskom sustavu. Postoje tri značajne uloge:
1. Središnja mjesta primarno funkcioniraju kao uslužna sredstva za lokalnu pozadinu.
2. Transportni gradovi izvode iskrcavajuće i povezujuće funkcije za veće regije.
3. Gradovima specijaliziranih funkcija dominira jedna aktivnost poput rudarstva, proizvodnje ili rekreacije te oni služe nacionalnim i internacionalnim tržištima. Sastav radne snage gradova tradicionalno se smatrao najboljim pokazateljem funkcionalne specijalizacije, a različiti gradski tipovi najčešće su se identificirali analizom profila zaposlenosti. Kaže se da postoji specijalizacija u danoj aktivnosti kada zaposlenost u njoj prelazi određenu kritičnu razinu.
Odnos između gradskog sustava i razvoja proizvodnje postao je vrlo jasan. Ubrzani rast i širenje gradova unutar okosnice heartland-hinterland nakon 1870. godine u velikom opsegu uvjetovao je industrijski razvoj i činjenicom da je decentralizacija stanovništva unutar gradskog sustava u posljednjim godinama povezana velikim dijelom s pokretom zapošljavanja u tvornicama udaljenima od tradicionalnih industrijskih središta. Tvornice se nalaze u gotovo svim gradovima, ali se njihov utjecaj mjeri omjerom ukupnih prihoda koje su primili stanovnici urbanih područja. Kada 25 % ili više ukupnih prihoda u urbanoj regiji dolazi iz proizvodnje, ta se urbana središta arbitrarno označavaju kao proizvodna središta.
Lokacijska proizvodnja se nalazi pod utjecajem mirijadu ekonomskih i neekonomskih faktora, poput prirode materijalnih ulaznih elemenata, faktora proizvodnje, tržišnih i prijevoznih troškova. Ostali važni utjecaji uključuju aglomeracijska i vanjska gospodarstva, javnu politiku i osobna svojstva. Iako je teško precizno procijeniti učinak tržišta na proizvodne aktivnosti, upliću se dva razmišljanja: priroda te potražnja za proizvodnim i prijevoznim troškovima.

## Poveznice
- Urbano područje
- Urbane studije
- Urbano polje
- Gentrifikacija